# Mistrzostwa Europy w Lekkoatletyce 1978 – bieg na 1500 m mężczyzn

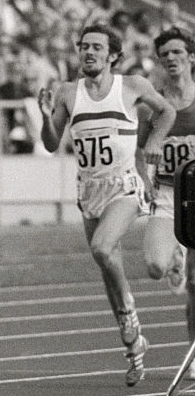
Steve Ovett

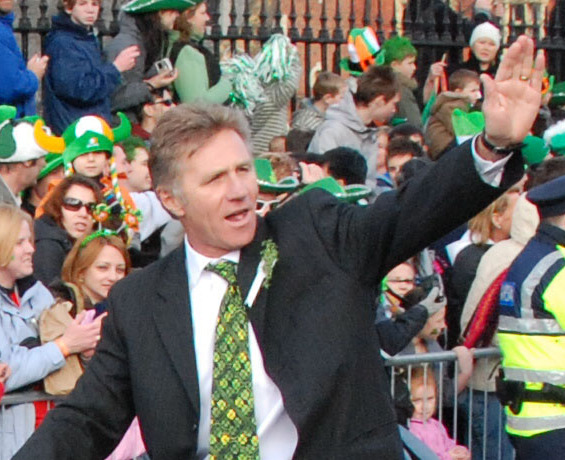
Eamonn Coghlan

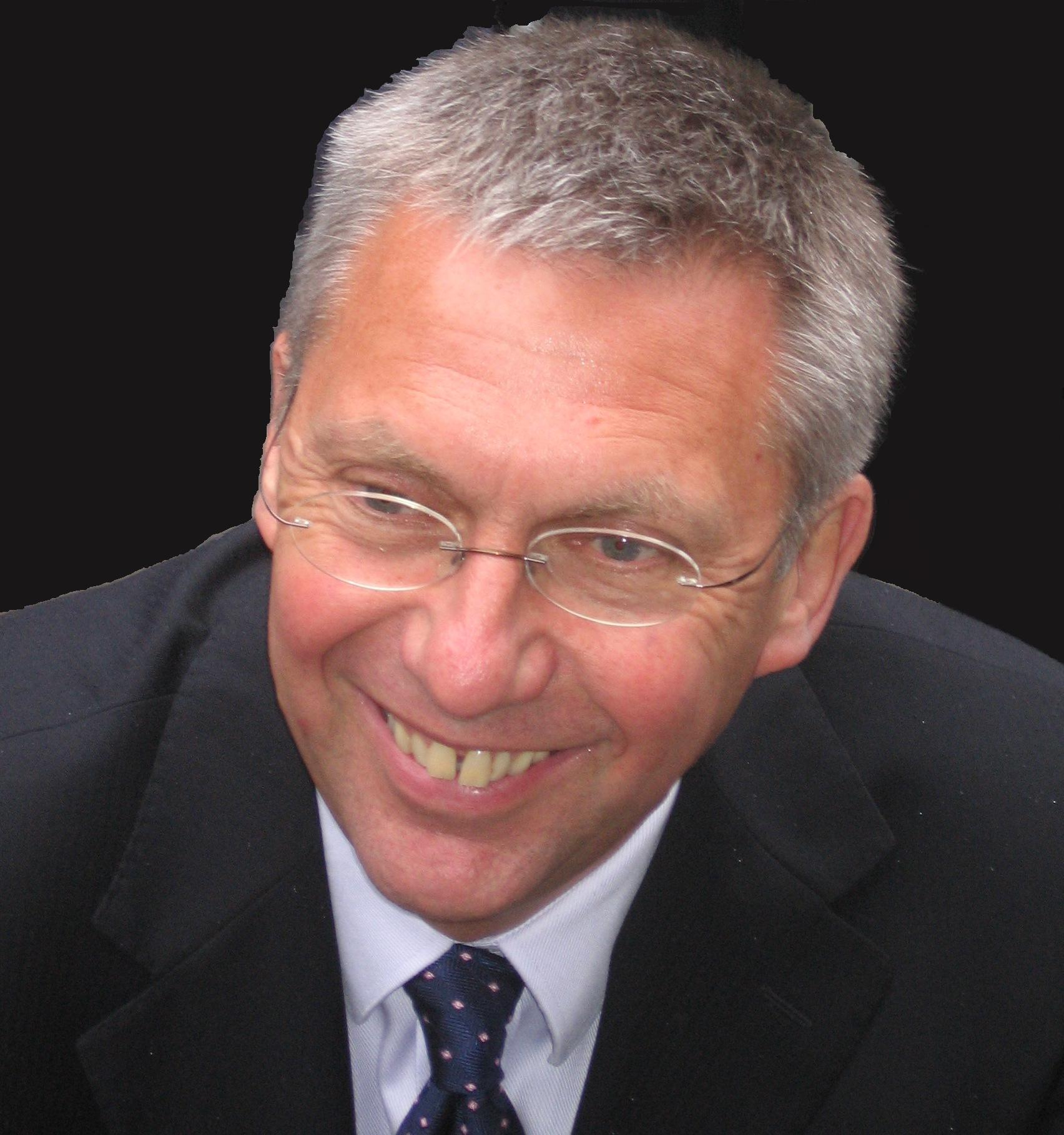
David Moorcroft w 2008

Bieg na dystansie 1500 metrów mężczyzn był jedną z konkurencji rozgrywanych podczas XII mistrzostw Europy w Pradze. Biegi eliminacyjne zostały rozegrane 1 września, a bieg finałowy 3 września 1978 roku. Zwycięzcą tej konkurencji został reprezentant Wielkiej Brytanii Steve Ovett. W rywalizacji wzięło udział trzydziestu czterech zawodników z dziewiętnastu reprezentacji.

## Rekordy
| Rekord świata     | Filbert Bayi (TZA)    | 3:32,2  | Christchurch, Nowa Zelandia | 02.02.1974 |
| Rekord Europy     | Jean Wadoux (FRA)     | 3:34,0  | Colombes, Francja           | 23.07.1970 |
| Rekord mistrzostw | Francesco Arese (ITA) | 3:38,43 | Helsinki, Finlandia         | 15.08.1971 |

## Wyniki

### Eliminacje
Rozegrano trzy biegi eliminacyjne. Do finał awansowało po trzech najlepszych zawodników każdego biegu eliminacyjnego (Q), a także trzech spośród pozostałych z najlepszymi czasami (q).
Bieg 1
| Miejsce | Zawodnik            | Czas    | Uwagi |
| ------- | ------------------- | ------- | ----- |
| 1       | Eamonn Coghlan      | 3:39,98 | Q     |
| 2       | David Moorcroft     | 3:40,0  | Q     |
| 3       | Olaf Beyer          | 3:40,1  | Q     |
| 4       | Thomas Wessinghage  | 3:40,1  | q     |
| 5       | José Marajo         | 3:40,6  | q     |
| 6       | Walerij Abramow     | 3:40,9  |       |
| 7       | Bernhard Vifian     | 3:42,5  |       |
| 8       | Robert Nemeth       | 3:44,1  |       |
| 9       | Ari Paunonen        | 3:45,0  |       |
| 10      | José Manuel Abascal | 3:47,6  |       |
| 11      | Marcel Pierrard     | 3:52,8  |       |
| –       | Klaas Lok           | DNF     |       |

Bieg 2
| Miejsce | Zawodnik          | Czas    | Uwagi |
| ------- | ----------------- | ------- | ----- |
| 1       | Steve Ovett       | 3:42,94 | Q     |
| 2       | Jürgen Straub     | 3:43,1  | Q     |
| 3       | Rolf Gysin        | 3:43,2  | Q     |
| 4       | Marc Nevens       | 3:43,2  |       |
| 5       | Ray Flynn         | 3:44,1  |       |
| 6       | Dietmar Millonig  | 3:44,8  |       |
| 7       | Władimir Szeronow | 3:45,1  |       |
| 8       | Günther Hasler    | 3:46,7  |       |
| 9       | Philippe Dien     | 3:47,4  |       |
| 10      | Björn Nilsson     | 3:47,9  |       |
| 11      | Jón Didriksson    | 3:48,1  |       |

Bieg 3
| Miejsce | Zawodnik         | Czas    | Uwagi |
| ------- | ---------------- | ------- | ----- |
| 1       | Antti Loikkanen  | 3:39,66 | Q     |
| 2       | John Robson      | 3:40,0  | Q     |
| 3       | Francis Gonzalez | 3:40,2  | Q     |
| 4       | Jozef Plachý     | 3:40,6  | q     |
| 5       | Pierre Délèze    | 3:40,7  |       |
| 6       | Günther Ruth     | 3:41,4  |       |
| 7       | Lars Ericsson    | 3:42,5  |       |
| 8       | Walerij Toropow  | 3:45,1  |       |
| 9       | Sermet Timurlenk | 3:45,8  |       |
| 10      | Fotios Kourtis   | 3:45,9  |       |
| –       | Karl Fleschen    | DNF     |       |

### Finał
| Miejsce | Zawodnik           | Czas    | Uwagi |
| ------- | ------------------ | ------- | ----- |
| 1       | Steve Ovett        | 3:35,59 | CR    |
| 2       | Eamonn Coghlan     | 3:36,57 |       |
| 3       | David Moorcroft    | 3:36,70 |       |
| 4       | Thomas Wessinghage | 3:37,19 |       |
| 5       | Antti Loikkanen    | 3:37,54 |       |
| 6       | José Marajo        | 3:38,20 |       |
| 7       | Jürgen Straub      | 3:38,88 |       |
| 8       | John Robson        | 3,39,6  |       |
| 9       | Olaf Beyer         | 3:39,7  |       |
| 10      | Francis Gonzalez   | 3:40,1  |       |
| 11      | Rolf Gysin         | 3:41,0  |       |
| 12      | Jozef Plachý       | 3,42,2  |       |